# Rock of Love with Bret Michaels (temporada 1)
Rock of Love es una competencia de reality show con Bret Michaels, el líder de la banda Poison. La temporada tuvo 13 capítulos, estrenada el 15 de julio de 2007 en VH1
Filmado en Los Ángeles, Las Vegas y Cabo San Lucas, México, cada episodio tenía el resumen de uno o dos días. Está inspirado en el reality Flavor of Love que tenía como protagonista a Flavor Flav.

## Concursantes

### Ganadora
Jes Rickleff

### Eliminadas
- Heather Chadwell
- Lacey Conner
- Brandi Mahon
- Samantha Weisberg
- Magdalena Widz
- Erin Shattuck
- Brandi Cunningham
- Cindy Steedle (Rodeo)
- Kristia Krueger
- Tawny Amber
- Faith Rorrer
- Tamara Witmer
- Pam McGarvey
- Tiffany Carmona
- Dallas Harrison
- Meredith
- Kelly
- Kimberly
- Bonnie
- Jessica
- Lauren
- Krista
- Raven Williams

## Orden de Salida
| #  | Concursantes | Episodio 1 | Episodio 2 | Episodio 3 | Episodio 4 | Episodio 5 | Episodio 6 | Episodio 7                           | Episodio 8                                     | Episodio 9 | Episodio 10 | Episodio 12 |  |
| -- | ------------ | ---------- | ---------- | ---------- | ---------- | ---------- | ---------- | ------------------------------------ | ---------------------------------------------- | ---------- | ----------- | ----------- |  |
| 1  | Bonnie       | Rodeo      | Rodeo      | Brandi M.  | Rodeo      | n          | Brandi M.  | style="background-color:dodgerblue;" | style="background-color:dodgerblue;"\| Heather |            |             | Jes         |  |
| 2  | Brandi C.    | Heather    | Jes        | Jes        | Mia        | Mia        | Heather    | Heather                              | Jes                                            | Lacey      | Lacey       | Heather     |  |
| 3  | Brandi M.    | Jes        | Lacey      | Heather    | Jes        | Brandi M.  | Jes        | Sam                                  | Brandi M.                                      | Brandi.M   | Heather     |             |  |
| 4  | Dallas       | Sam        | Mia        | Rodeo      | Erin       | Lacey      | Mia        | Brandi M.                            | Lacey                                          | Heather    |             |             |  |
| 5  | Erin         | Brandi M.  | Magdalena  | Brandi C.  | Brandi M.  | Magdalena  | Lacey      | Lacey                                | Sam                                            |            |             |             |  |
| 6  | Faith        | Magdalena  | Dallas     | Erin       | Magdalena  | Sam        | Magdalena  | Mia                                  |                                                |            |             |             |  |
| 7  | Heather      | Faith      | Sam        | Mia        | Sam        | Heather    | Sam        |                                      |                                                |            |             |             |  |
| 8  | Jes          | Tamara     | Brandi M.  | Magdalena  | Lacey      | Erin       |            |                                      |                                                |            |             |             |  |
| 9  | Jessica      | Mia        | Brandi C.  | Sam        | Heather    |            |            |                                      |                                                |            |             |             |  |
| 10 | Kelly        | Erin       | Kristia    | Lacey      | Brandi C.  |            |            |                                      |                                                |            |             |             |  |
| 11 | Kimberly     | Dallas     | Heather    | Kristia    |            |            |            |                                      |                                                |            |             |             |  |
| 12 | Krista       | Tawny      | Erin       | Dallas     |            |            |            |                                      |                                                |            |             |             |  |
| 13 | Kristia      | Lacey      | Tiffany    |            |            |            |            |                                      |                                                |            |             |             |  |
| 14 | Lacey        | Kristia    | Tamara     |            |            |            |            |                                      |                                                |            |             |             |  |
| 15 | Lauren       | Brandi C.  | Faith      |            |            |            |            |                                      |                                                |            |             |             |  |
| 16 | Magdalena    | Tiffany    | Tawny      |            |            |            |            |                                      |                                                |            |             |             |  |
| 17 | Meredith     | Raven      |            |            |            |            |            |                                      |                                                |            |             |             |  |
| 18 | Mia          | Krista     |            |            |            |            |            |                                      |                                                |            |             |             |  |
| 19 | Pam          | Bonnie     |            |            |            |            |            |                                      |                                                |            |             |             |  |
| 20 | Raven        | Lauren     |            |            |            |            |            |                                      |                                                |            |             |             |  |
| 21 | Rodeo        | Jessica    |            |            |            |            |            |                                      |                                                |            |             |             |  |
| 22 | Sam          | Pam        |            |            |            |            |            |                                      |                                                |            |             |             |  |
| 23 | Tamara       | Kelly      |            |            |            |            |            |                                      |                                                |            |             |             |  |
| 24 | Tawny        | Kimberly   |            |            |            |            |            |                                      |                                                |            |             |             |  |
| 25 | Tiffany      | Meredith   |            |            |            |            |            |                                      |                                                |            |             |             |  |

     La concursante fue eliminada fuera de la casa, pero logró entrar
     La concursante ganó una cita con Bret.
     La concursante ganó la competencia.
     La concursante fue a una cita con Bret.
     La concursante fue eliminada.
     La concursante fue eliminada fuera de la casa.
     La concursante ganó una cita con Bret, pero fue eliminada.
     La concursante fue llamada primero, pero fue eliminada.
     La concursante fue llamada después, y fue eliminada.
     La concursante fue la última en llamar, pero no fue eliminada
     La concursante salió voluntariamente.
     Después de la eliminación voluntaria, recibió su pase
     Después de la eliminación de una concursante, otra recibió su pase

## Después del Show
El 5 de octubre el New York Post dijo que Jess no se había convertido en la novia de bret (el premio del show), y estuvo con alguien más.